# 黑台站
黑台站，位于中华人民共和国黑龙江省鸡西市密山市黑台镇，是林东铁路上的火车站，建于1934年，由哈尔滨铁路局管辖。

## 車站周邊
- 中国邮政储蓄银行黑台支行
- 中国移动黑台营业厅
- 中国联通黑台合作营业厅
- 黑台中心学校
- 黑台中学
- 鸡虎高速公路

## 歷史
- 建于1934年。

## 外部連結
- 中国铁路客户服务中心（页面存档备份，存于）